# Bajkał Irkuck
Bajkał Irkuck (ros. «Байка́л» Иркутск) – rosyjski klub piłkarski z miasta Irkuck na wschodzie kraju.

## Historia
Nazwy:
- 2009—2012: Radian-Bajkał Irkuck («Радиан-Байкал» Иркутск)
- 2012—....: Bajkał Irkuck («Байкал» Иркутск)

W 2008 po rozwiązaniu miejscowego klubu Zwiezda Irkuck społeczność i władze miasta szukali sposobów odrodzenia profesjonalnej piłki nożnej w mieście. 2 kwietnia 2009 roku z inicjatywy Walerija Trufanowa został utworzony klub Radian-Bajkał. Sponsorem i właścicielem klubu została grupa spółek "Radian". Podstawowymi zawodnikami zespołu zostali młodzi rezerwiści Zwiezdy Irkuck. W sezonie 2009 zespół startował w amatorskiej lidze piłkarskiej Rosji, w której zajął drugie miejsce w swojej grupie. Na posiedzeniu Rady Stowarzyszenia PFL, które odbyło się w dniu 18 marca 2010 roku, klub został przyjęty do ligi profesjonalnej.
W sezonie 2010 klub debiutował w grupie wschodniej Drugiej dywizji Mistrzostw Rosji. Przed rozpoczęciem sezonu 2012/13 klub przyjął nazwę Bajkał Irkuck. Po zakończeniu sezonu 2014/15 zajął pierwsze miejsce w grupie i zdobył awans do Pierwszej dywizji. W sezonie 2015/16 w Pierwszej Dywizji drużyna zajęła odległe 19. miejsce i rozpadła się z powodu problemów finansowych.
Klub reaktywowano w maju 2017. Drużyna przystąpiła o rozgrywek Ligi Amatorskiej w strefie „Sibir” w niższej grupie (5. poziom).

## Osiągnięcia

### Krajowe
- Wtoroj diwizion (III Liga):
  - 1. miejsce (1x): 2015 (grupa Wschód)
  - 2. miejsce (1x): 2010 (grupa Wschód)
- Amatorska Liga Piłkarska (IV Liga):
  - 2. miejsce (1x): 2009 (grupa Sibir)

## Stadion
Klub rozgrywa swoje mecze domowe na stadionie Bajkał (dawniej Lokomotiw) w Irkucku, który może pomieścić około 3500 widzów.

## Trenerzy
- 04.2009–19.06.2013:  Oleg Jakowlew
- 20.06.2013–31.10.2013:  Siergiej Gorłukowicz
- 20.11.2013–31.05.2015:  Aleksandr Ałfiorow
- 01.06.2015–15.06.2015:  Aleksandr Dieriepowski (p.o.)
- 16.06.2015–14.01.2016:  Konstantin Dzucew
- 15.01.2016–03.04.2016:  Wiaczesław Rudakow (p.o.)
- 04.04.2016–...:  Dmitrij Pietrienko